# Muhlenbergia expansa
Muhlenbergia expansa là một loài thực vật có hoa trong họ Hòa thảo. Loài này được (Poir.) Trin. mô tả khoa học đầu tiên năm 1845.